# Onciale 062
- Papyrus
- Onciale
- Minuscules
- Lectionnaire

Le Codex 062, portant le numéro de référence 062 (Gregory-Aland), est un manuscrit du parchemin en écriture grecque onciale. 

## Description
Le codex se compose de une folio. Il est écrit en deux colonnes, dont 33 lignes par colonne. Les dimensions du manuscrit sont 22 cm x 18,5 cm. Les paléographes datent ce manuscrit du Ve siècle. C'est un palimpseste. le supérieur texte est arabe. 
Les est un manuscrit contenant une fragment du texte du Épître aux Galates 4,15-5,14. 
Le texte du codex représenté type mixte. Kurt Aland le classe en Catégorie III. 
Le manuscrit a été examiné par William Hatch.
Il fut conservé à la Qubbat al-Khazna (en), à Damas,.